# Эннис (Монтана)
Э́ннис (англ. Ennis) — городок (town) в округе Мадисон, штат Монтана, США.

## География, климат
Город находится в юго-западной части штата на берегу реки Мадисон в долине Мадисон. Через город проходит автомагистраль US 287, по которой в 14 милях (23 км) на запад расположен город Верджиния-Сити. Воздушное сообщение осуществляет аэропорт англ. Big Sky Airport. К северо-западу от Энниса возвышаются горы Тобакко-Рут. Площадь города составляет 2,05 км², из которых 0,03 км² занимают открытые водные пространства.
В среднем в год в Эннисе выпадет 338,8 мм дождя, самый дождливый месяц — июнь (60,5 мм), самый засушливый — январь (11,2 мм). Что касается снега, то в среднем за год в городе его выпадает 105,4 см, самый снежный месяц — март (18 см), в июле и августе снега ни разу (в период 1981—2010 гг.) зафиксировано не было.
Городок славится своей рыбалкой.

## История
В мае 1863 года в ущелье Олдер, неподалёку от будущего города, было обнаружено золото, что привело к локальной «золотой лихорадки». В июле того же года некий Уильям Эннис купил участок земли вдоль реки Мадисон, возвёл там первые строения, это и стало основой будущего города, получившего название в честь своего основателя. В 1886 году город взбудоражил неизвестный хищник, уничтожавший домашний скот. В конце концов одному из местных жителей удалось подстрелить это животное, из него сделали чучело, которое долгое время было местной достопримечательностью, а потом оно пропало. Как выяснилось позднее, оно было отправлено в экспозицию музея города Покателло, штат Айдахо. Это животное, заинтересовавшее криптозоологов, напоминало помесь волка и гиены, длина 122 см без учёта хвоста, рост около 70 см в холке — индейцы знакомы с этим хищником испокон веков и называют его англ. Shunka Warakin.
С 1990-х годов до 2003 года в Эннисе располагалась штаб-квартира компании Avid Aircraft, специализирующейся на производстве простых самолётов, которые можно собирать в домашних условиях (англ. Homebuilt aircraft).
В Эннисе снимался мини-сериал Возвращение в Одинокий голубь (1993), действие фильма «Патриот» (1998) происходит в Эннисе.

## Демография
По переписи 2000 года в Эннисе проживало 840 человек (367 домохозяйств, 219 семей).
По переписи 2010 года в Эннисе проживало 838 человек (416 домохозяйств, 207 семей). Расовый состав: белые — 96,9 %, коренные американцы — 0,8 %, азиаты — 0,2 %, негры и афроамериканцы — 0,1 %, прочие расы — 0,5 %, смешанные расы — 1,4 %, латиноамериканцы (любой расы) — 1,9 %.

В 20,4 % домохозяйств проживали несовершеннолетние, 36,8 % представляли собой женатые пары, живущие вместе, 9,9 % представляли собой женщину — главу семьи без мужа, 3,1 % — мужчину — главу семьи без жены, 50,2 % домохозяйств не являлись семьёй. Среднее количество членов в семье — 2,6 человека. 15,8 % жителей были несовершеннолетними, 6 % — в возрасте от 18 до 24 лет, 22,2 % — от 25 до 44 лет, 30,7 % — от 45 до 64 лет и 25,3 % жителей были пенсионерами.
Происхождение предков (2000): немцы — 19 %, англичане (кроме шотландцев) — 18 %, ирландцы — 16 %, норвежцы — 10 %, французы (кроме басков) — 4 %, шотландцы и шведы — по 3 %.

Происхождение предков (2012): немцы — 26 %, англичане (кроме шотландцев) — 16,7 %, ирландцы — 13,2 %, шотландцы — 7,2 %, норвежцы — 6,6 %, шведы — 5,3 %.
По оценке 2012 года в Эннисе проживало 853 человека. Средний возраст жителя Энниса составлял 49,8 лет (средний возраст жителя Монтаны — 44,1 год). Доход на душу населения (2011) — 36 182 доллара в год.